# El Mundo (Tarot)

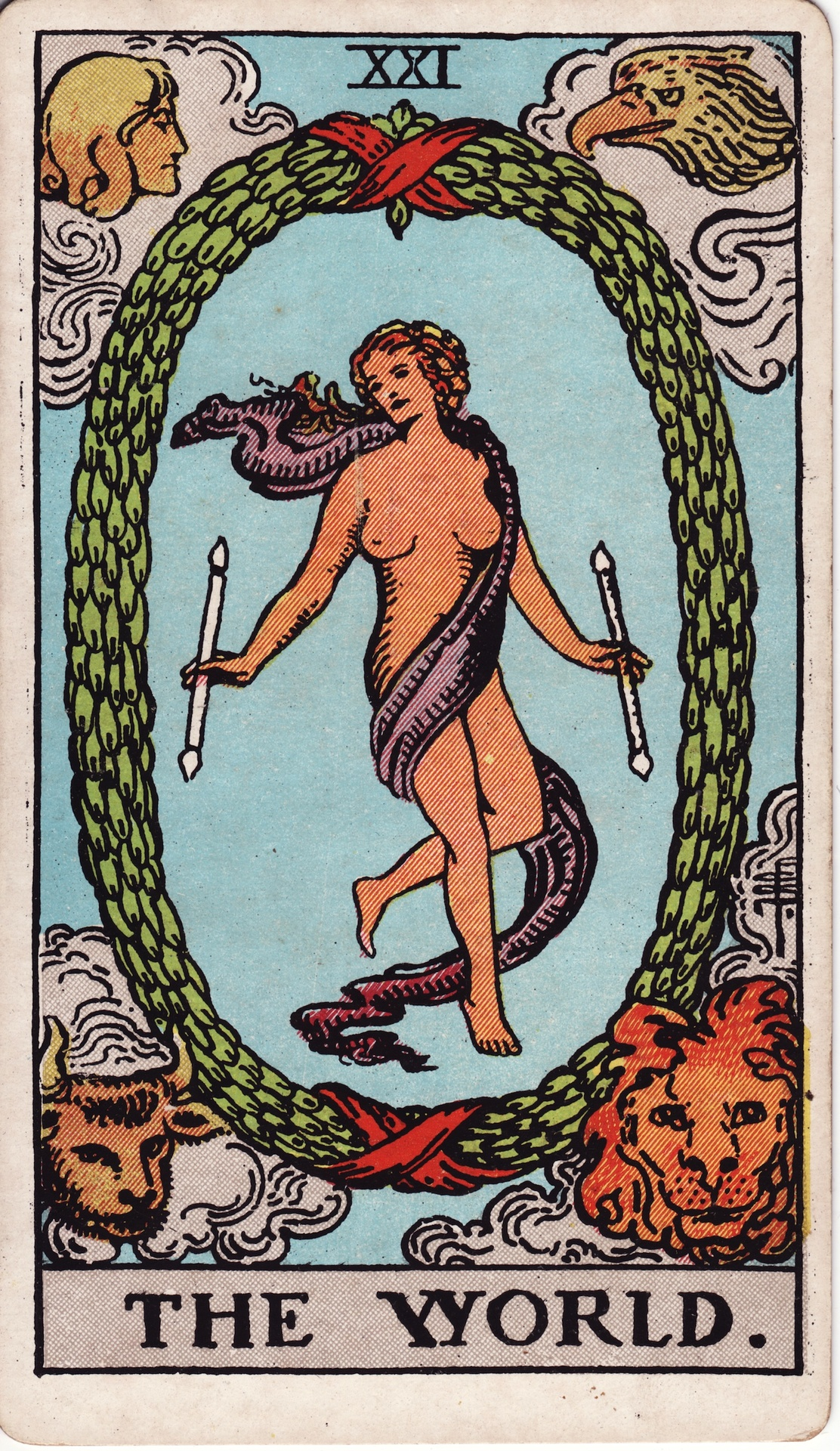
El mundo (XXI), baraja de tarot Waite-Smith

El Mundo (XXI) es la vigésima primera carta de triunfo o Arcanos Mayores en la baraja del tarot. Es la carta final de los Arcanos Mayores o secuencia de triunfo del tarot.

## Descripción

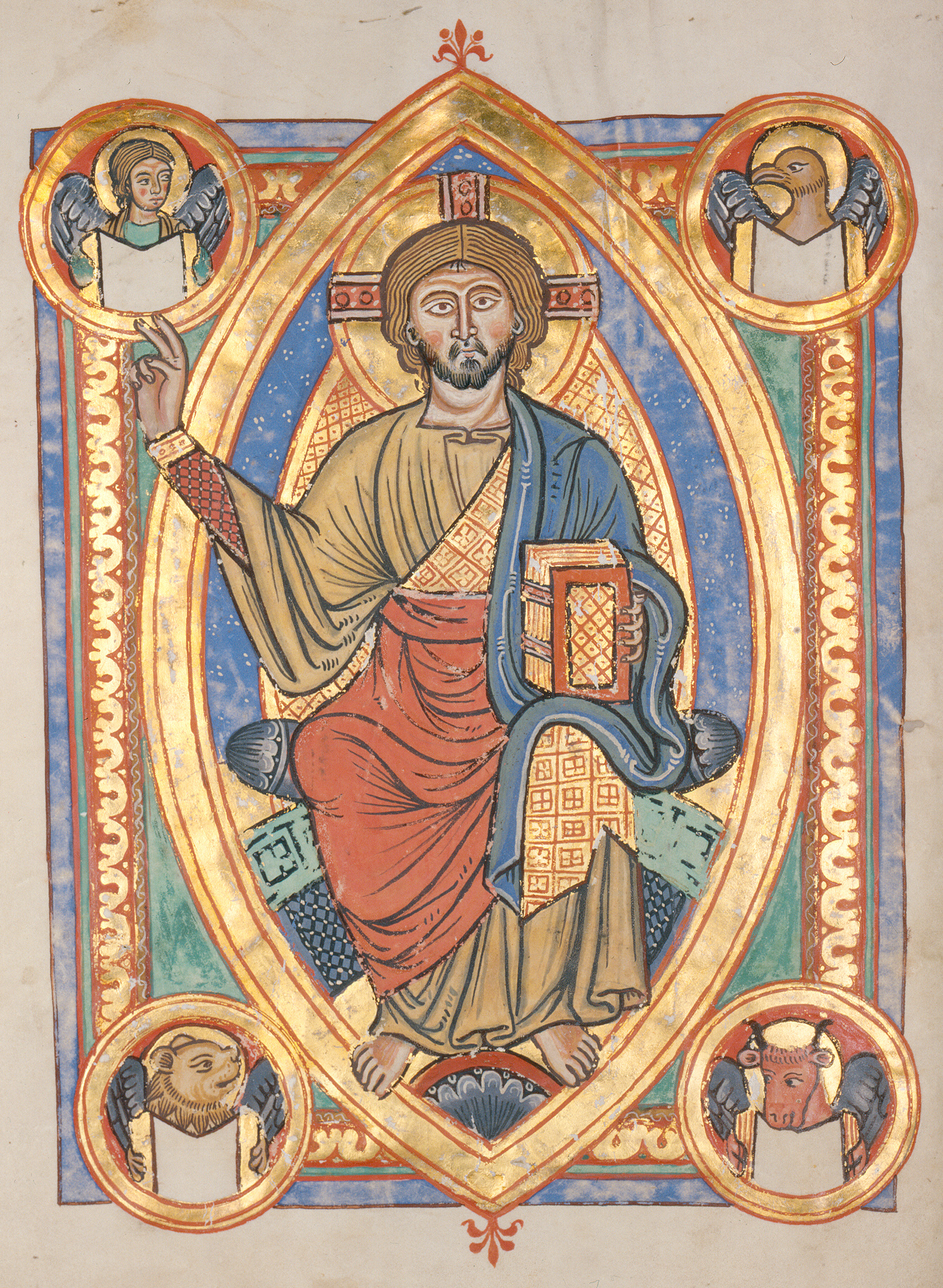
Cristo en Majestad está rodeado por los emblemas de animales que representan a los cuatro evangelistas en un manuscrito alemán.

En el Tarot tradicional de Marsella, así como en la posterior baraja de tarot Rider-Waite, una mujer desnuda se cierne o baila sobre la Tierra sosteniendo un bastón en cada mano, rodeada por una corona, siendo observada por los cuatro seres vivientes (o hayyoth) de la mitología judía: un hombre, un león, un buey y un águila. Esta representación es paralela al tetramorfo utilizado en el arte cristiano, donde las cuatro criaturas se utilizan como símbolos de los cuatro evangelistas. Algunas fuentes astrológicas explican a estos observadores como representantes del mundo natural o del reino de las bestias. Según la tradición astrológica, el León es Leo, un signo de fuego, el Toro o becerro es Tauro, un signo de tierra, el Hombre es Acuario, un signo de aire, y el Águila es Escorpio, un signo de agua. Estos son los cuatro signos fijos y representan los cuatro elementos clásicos.
En algunas barajas, la corona es un uróboros que se muerde la cola. En el Tarot de Thoth, diseñado por Aleister Crowley, esta carta se llama "El Universo".

## Interpretación
Según el libro de A.E. Waite (año 1910) The Pictorial Key to the Tarot, la carta del Mundo conlleva varias asociaciones adivinatorias:
21 EL MUNDO — Éxito asegurado, recompensa, viaje, ruta, emigración, huida, cambio de lugar. Invertida: Inercia, fijeza, estancamiento, permanencia.
El Mundo representa el final de un ciclo de vida, una pausa en la vida antes del próximo gran ciclo que comienza con el loco. La figura es masculina y femenina, arriba y abajo, suspendida entre el cielo y la tierra. es completitud. También se dice que representa la conciencia cósmica; el potencial de unión perfecta con el Poder Único del universo. Nos dice que la felicidad plena es también retribuir al mundo: compartir lo que hemos aprendido o ganado. Como se describe en el libro The New Mythic Tarot de Juliet Sharman-Burke y Liz Greene (p. 82), la imagen de la mujer (Hermaphroditus en la mitología griega) es para mostrar una totalidad no relacionada con la identificación sexual, sino más bien con una combinación de energía masculina y femenina. a nivel interior, que integra rasgos opuestos que surgen en la personalidad cargados de ambas energías. Las cualidades opuestas entre el hombre y la mujer que crean confusión en nuestra vida se unen en esta carta, y la imagen de convertirse en un todo es una meta ideal, no algo que se pueda poseer en lugar de lograr.
Según Robert M. Place en su libro El Tarot. las cuatro bestias en la carta, representan la estructura cuádruple del mundo físico, que enmarca el centro sagrado del mundo, un lugar donde lo divino puede manifestarse. Sophia, que significa Prudencia o Sabiduría (la mujer que baila en el centro) es el espíritu o el centro sagrado, el quinto elemento. La prudencia es la cuarta de las virtudes cardinales del Tarot La dama en el centro es un símbolo de la meta de los buscadores místicos. En algunas barajas más antiguas, esta figura central es el Cristo, mientras que en otras es Hermes. Siempre que aparece, esta carta representa lo que verdaderamente se desea.

## En otros medios
En el manga JoJo's Bizarre Adventure: Stardust Crusaders, las cartas del Tarot se usan para nombrar los poderes del personaje, llamados 'Stands'. El antagonista general de Stardust Crusaders, DIO, tiene un Stand llamado El Mundo, que lleva el mismo nombre de la carta.
En la película Cryptozoo se realiza una lectura de tarot con la Baraja Waite-Smith que revela esta carta como parte del viaje del protagonista.